# 墨爾本雅典娜神廟

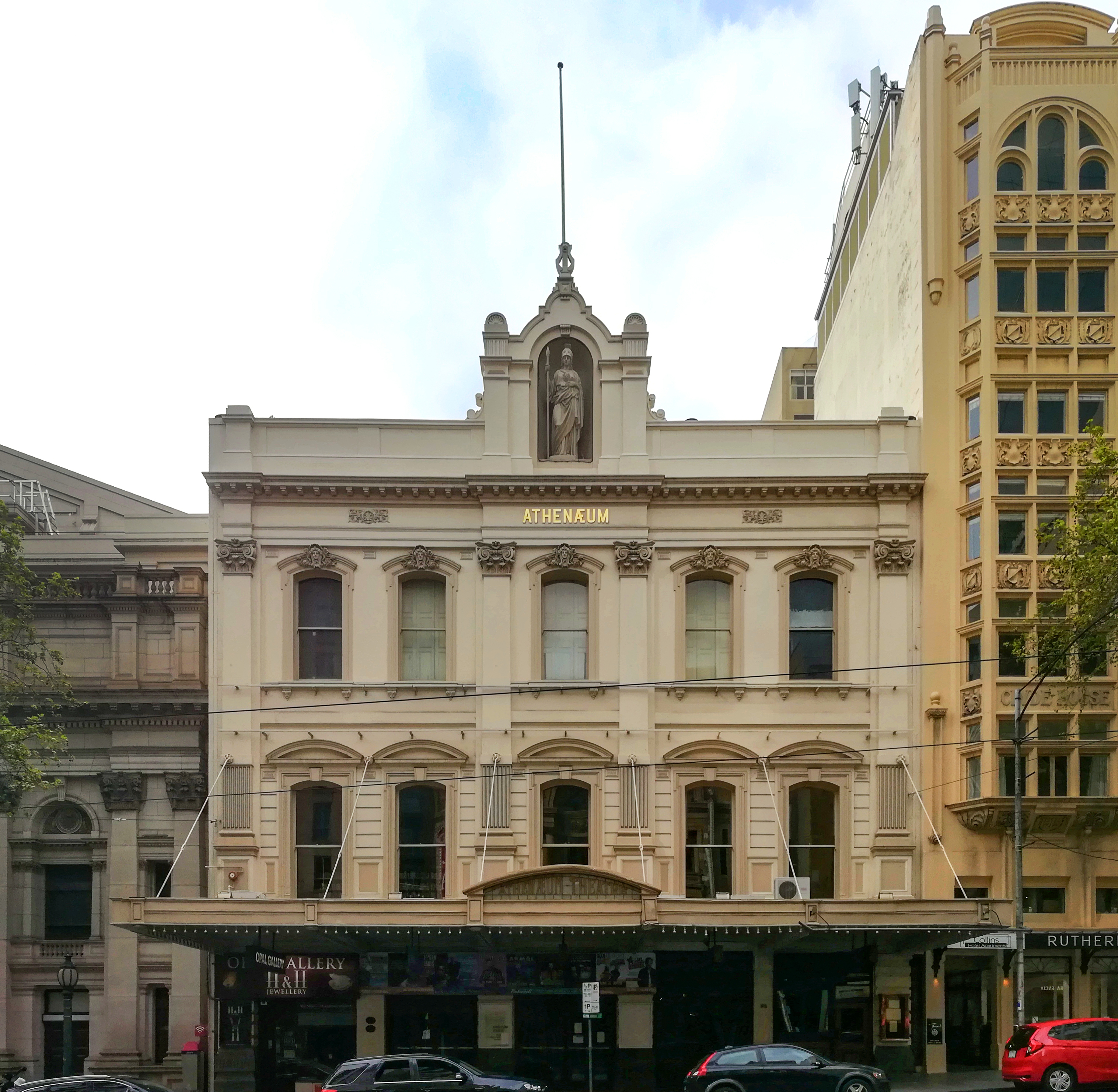

墨爾本雅典娜神廟（Melbourne Athenaeum）是位於澳大利亞墨爾本科林斯街188號的一座藝術和文化設施，設立於1839年，是墨爾本歷史最古老的文化設施。現在該建築內有一個大劇場、一個小型劇場、一家餐廳和一個圖書館。建築外觀是新古典主義風格。

## 外部连结
- Athenaeum Theatre website
- Melbourne Athenaeum website
- Melbourne Athenaeum archives website